# Portal Stories: Mel
Vous lisez un « bon article » labellisé en 2018.
Portal Stories: Mel est un mod de jeu de réflexion et d'action solo à la première personne qui se présente comme étant une préquelle non officielle de Portal 2 dont les événements se déroulent après Portal.
Il est développé et édité par des fans qui créent la société Prism Studios après la sortie du jeu, le 25 juin 2015, date à laquelle il est accessible internationalement sur Windows, Linux et macOS. La distribution du jeu est assurée uniquement grâce à la plateforme de distribution de contenu en ligne Steam. Il est disponible gratuitement et seulement si le joueur possède Portal 2 sur la même plateforme.

## Système de jeu

Schéma montrant le fonctionnement des portails.

Comme dans les deux jeux officiels de la série développés par Valve, Portal Stories: Mel est jeu vidéo de puzzle en vision subjective. À l'aide du générateur de portail permettant de se déplacer d'un point A à un point B, le joueur doit interagir avec certains éléments des casse-têtes pour pouvoir avancer. Il peut subir régulièrement des dégâts mineurs sans mourir, néanmoins une blessure grave peut tuer le joueur et il devra recommencer son aventure depuis le dernier checkpoint. Seules les surfaces blanches à base de roches lunaires peuvent être utilisées par le joueur pour créer ses portails. Un corps qui traverse ces portails conserve sa quantité de mouvement.

## Scénario

### Déroulement de la campagne

#### Découverte de l'entreprise
Aperture Science Innovators est une société du domaine de la recherche fondée dans les années 1940 par Cave Johnson. À ses débuts, les scientifiques sont autorisés à expérimenter tout ce qui est possible et imaginable afin de compenser le manque de croissance de l'entreprise. En 1952, la société se porte bien et son avenir est prometteur.

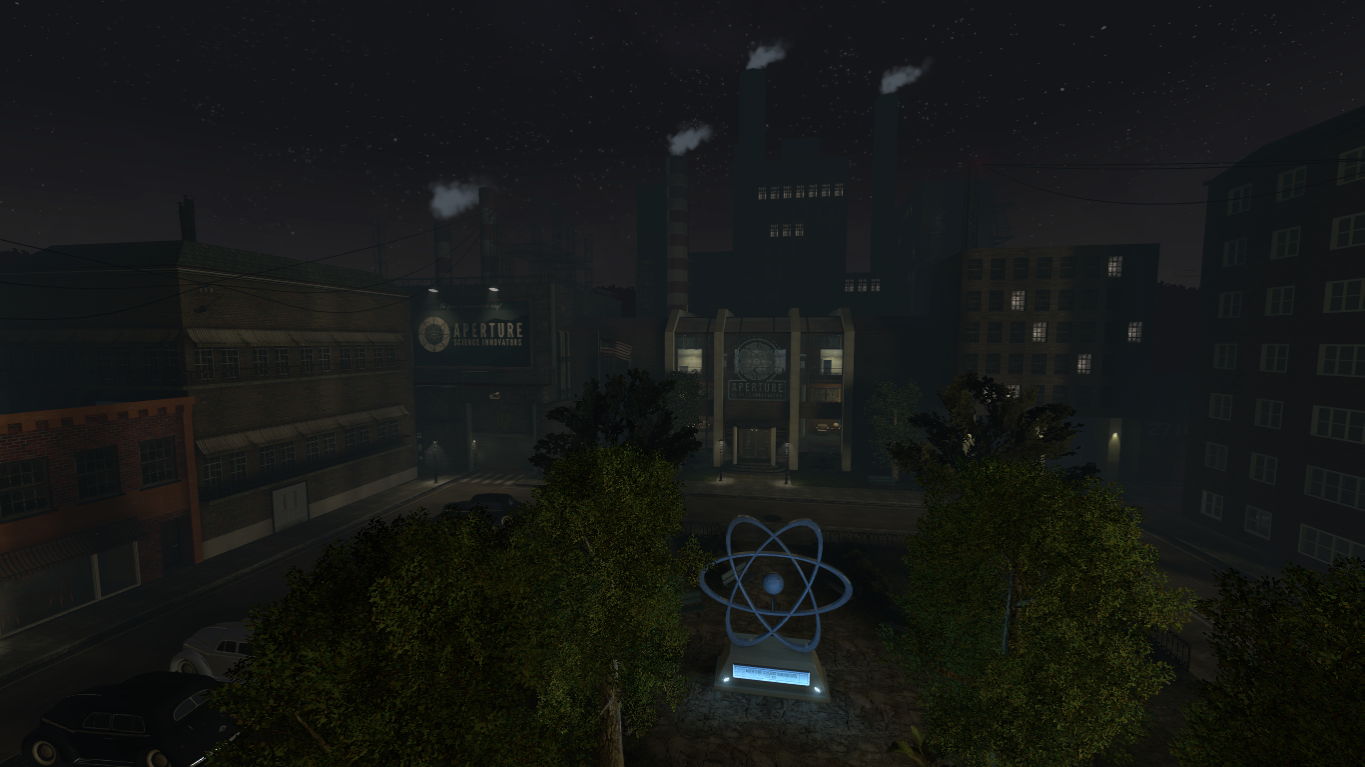
Entrée Est d'Aperture, créée en 1947.

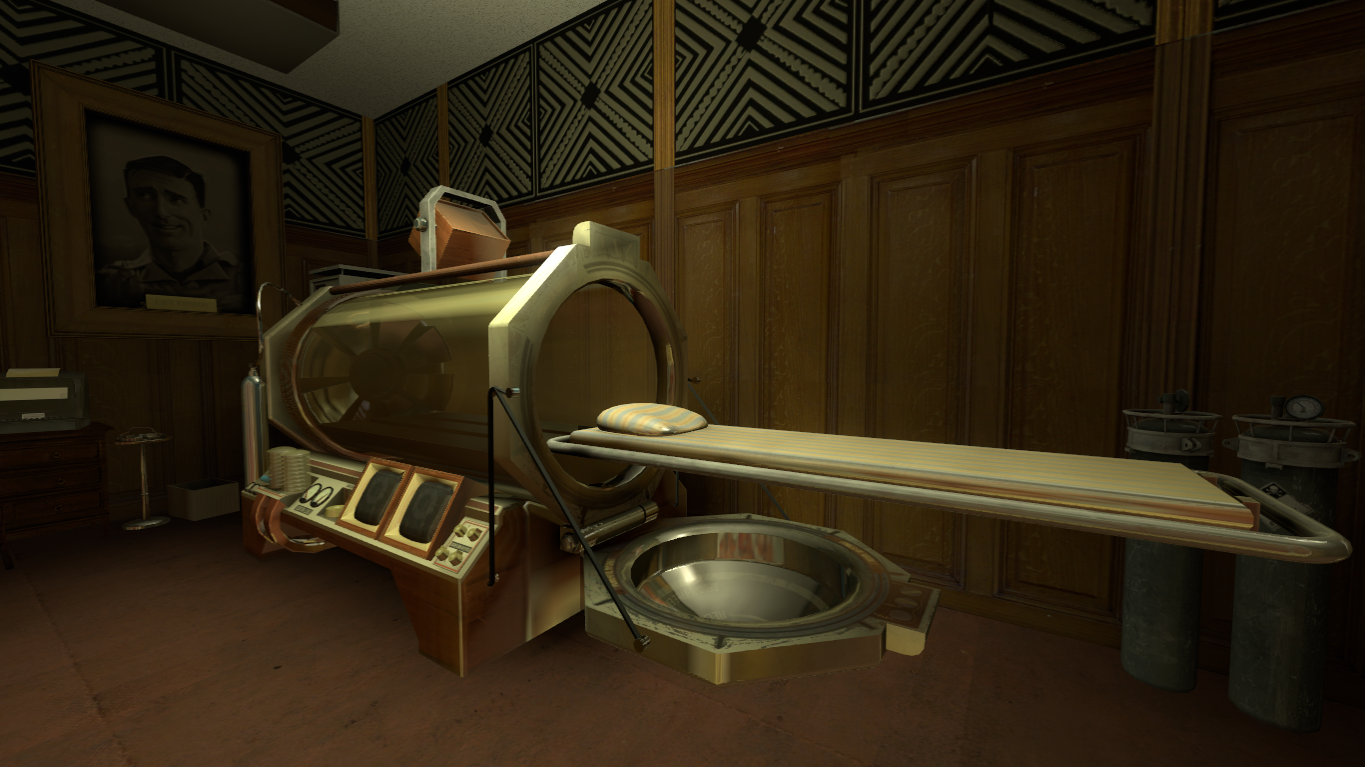
Le caisson de relaxation dans lequel Mel dort durant des décennies.

Mel, protagoniste principale du jeu, une athlète des jeux olympiques d'été de 1936 qui ont pris place à Nuremberg — et non à Berlin — est invitée à participer au test d'un caisson de relaxation appelé la Chambre de Relaxation à Court-terme d'Aperture Science Innovators,,. Cave Johnson communique avec Mel via un interphone et des messages préenregistrés diffusés par des haut-parleurs présents partout dans l'établissement. Elle arrive grâce à un tramway à l'entrée Est de la société au quartier général qui se situe au Michigan ,. Afin d'atteindre la salle où se déroule l'expérience, elle découvre de nombreuses installations futuristes comme les Sphères de Test Suspendues qui ne seront ouvertes que quelques mois plus tard. Il lui indique que le test se résume à une chambre qui permet de placer un individu en biostase. Après une longue descente en ascenseur, elle pénètre dans un bâtiment et rejoint son caisson de relaxation pour dormir comme le prévoit le test.

#### Une entreprise retrouvée en ruines
À son réveil, Mel entend directement les alarmes déclenchées par le lancement d'une procédure d'évacuation d'urgence. Elle observe les importants dégâts que les infrastructures de la société ont subis. Néanmoins, Cave Johnson affirme que la situation est normale et contrôlée, quoiqu'il s'agisse d'un imprévu. Il la félicite d'avoir réussi la première expérience en se réveillant et lui indique qu'elle commence immédiatement un autre test.
L'enchaînement des événements fait rapidement comprendre à Mel que la situation est anormale quand Cave Johnson lui demande d'échapper de l'endroit où elle est grâce à un nouveau prototype nommé Générateur Portatif de Tunnels Quantiques, autrement dit un prototype du générateur de portails.

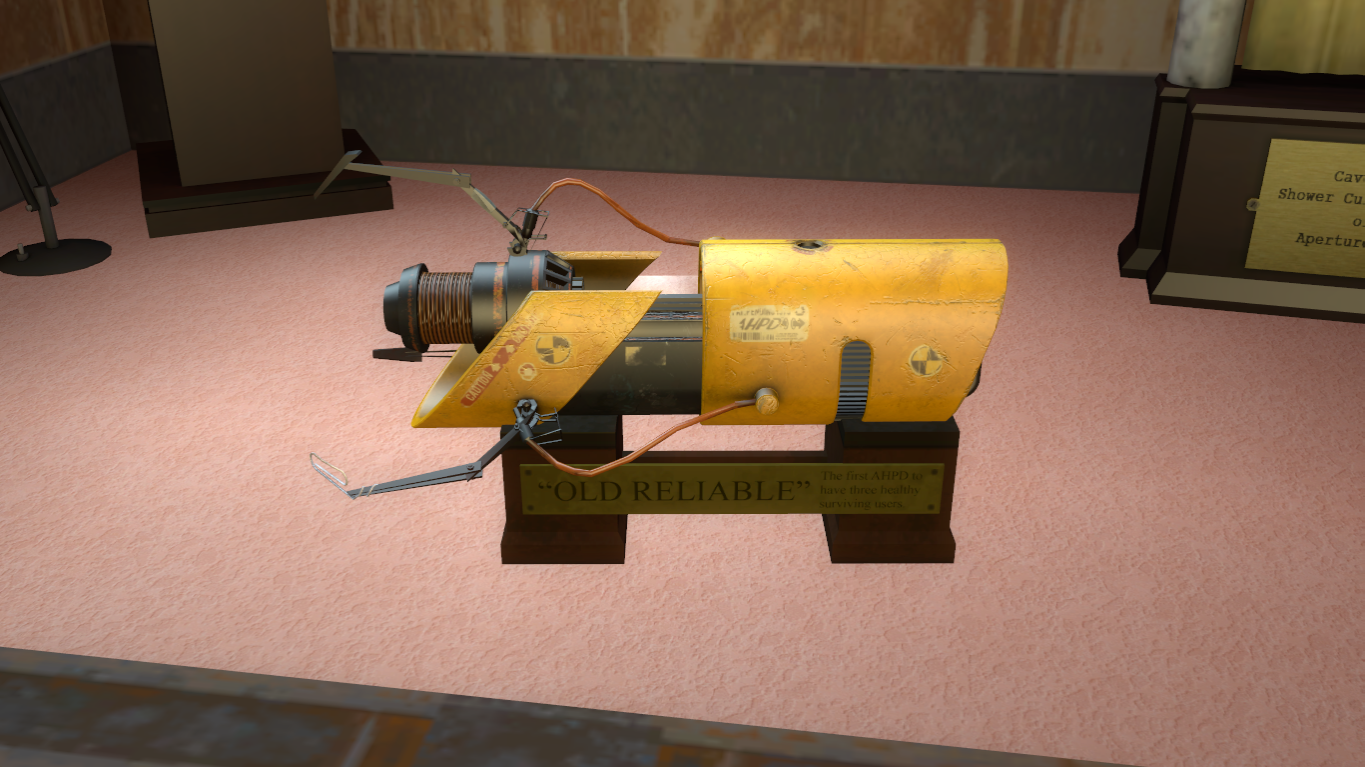
La première version du générateur de portail que Mel utilise.

Plus tard, la voix qui lui parle depuis son réveil se révèle être un imposteur nommé Virgil qui imitait Cave Johnson. C'est un robot de maintenance doté d'une intelligence artificielle et d'une personnalité qui le rendent conscient. Il lui propose de l'aider à s'échapper de l'établissement si elle l'aide à se remettre sur un rail dont il est tombé, lui permettant de se rendre d'une salle à une autre . Il lui avoue par ailleurs qu'elle n'est plus en 1952 et que des décennies ont passé depuis qu'elle s'est endormie.

#### Début de la fuite
En parcourant les ruines des anciens bâtiments de la société tout en étant guidée par Virgil, Mel finit par trouver l'endroit depuis lequel il communique avec elle et choisit de l'aider. Ils continuent de se déplacer à travers la société, sans compter sur la vigilance du prototype de système de sécurité, AEGIS (acronyme anglais de Aperture Employee Guardian and Intrusion System, traduit en français par Système Anti-Intrusion et Gardien des Employés d'Aperture) qui tente de les localiser afin de les éliminer. Ses diverses tentatives montrent qu'il a un pouvoir intégral sur l'ensemble des bâtiments et qu'il est capable d'agir à l'aide d'instructions conditionnelles. Durant leur périple, Mel et Virgil peuvent entendre qu'AEGIS est à la recherche de trois menaces : une organique, deux mécaniques. Il commence alors à inonder les lieux avec de la vase toxique, en commençant par les anciens bâtiments des années 1970 dans lesquels Mel et Virgil se déplacent.
Virgil essaie de rassembler autant d'informations qu'il le peut sur AEGIS pour éteindre son noyau autonome, tandis que Mel s'échappe des anciens bâtiments en réussissant chacune des anciennes et des nouvelles chambres de test créées par la société. Grâce aux téraoctets de données auxquelles Virgil accède avec l'aide de Mel, il l'informe que GLaDOS a tué tous les scientifiques à l'aide d'une neurotoxine mortelle à son activation,. Il découvre aussi qu'AEGIS s'est activé à la suite de l'absence de GLaDOS et les considère depuis comme étant des formes de vie non enregistrées et donc des menaces potentielles pouvant mettre en danger la vie des scientifiques,. Comme il s'agit d'un prototype qui n'a pas été activé pendant des décennies, ce dernier ne comprend pas que les scientifiques sont morts depuis longtemps.
Au fur et à mesure que les deux aventuriers avancent vers AEGIS, Virgil explique à Mel comment s'est déroulée la désactivation de GLaDOS avant son réveil dans Portal. Il s'agit d'une énorme machine intelligente et consciente qui contrôlait entièrement la société et les différentes chambres de test après 1996. Sa désactivation a causé l'échec du fonctionnement des systèmes de contrôle des installations, expliquant les conditions dans lesquelles la société s'est retrouvée.
Après avoir traversé des chambres de test remplies de plantes vivantes qui créent des interférences avec les scanners d'AEGIS lui permettant de détecter des formes de vie, Mel finit par retrouver Virgil. Ils s'approchent rapidement de la salle de contrôle pour désactiver les sécurités autour d'AEGIS afin atteindre son système. Pour cela, ils doivent rétablir le courant pour déverrouiller les portes de sécurité, ce qui leur permet alors de remplacer les tourelles des chambres de test par des tourelles amicales qui viseront directement AEGIS,.

#### Intrusion de la salle de contrôle

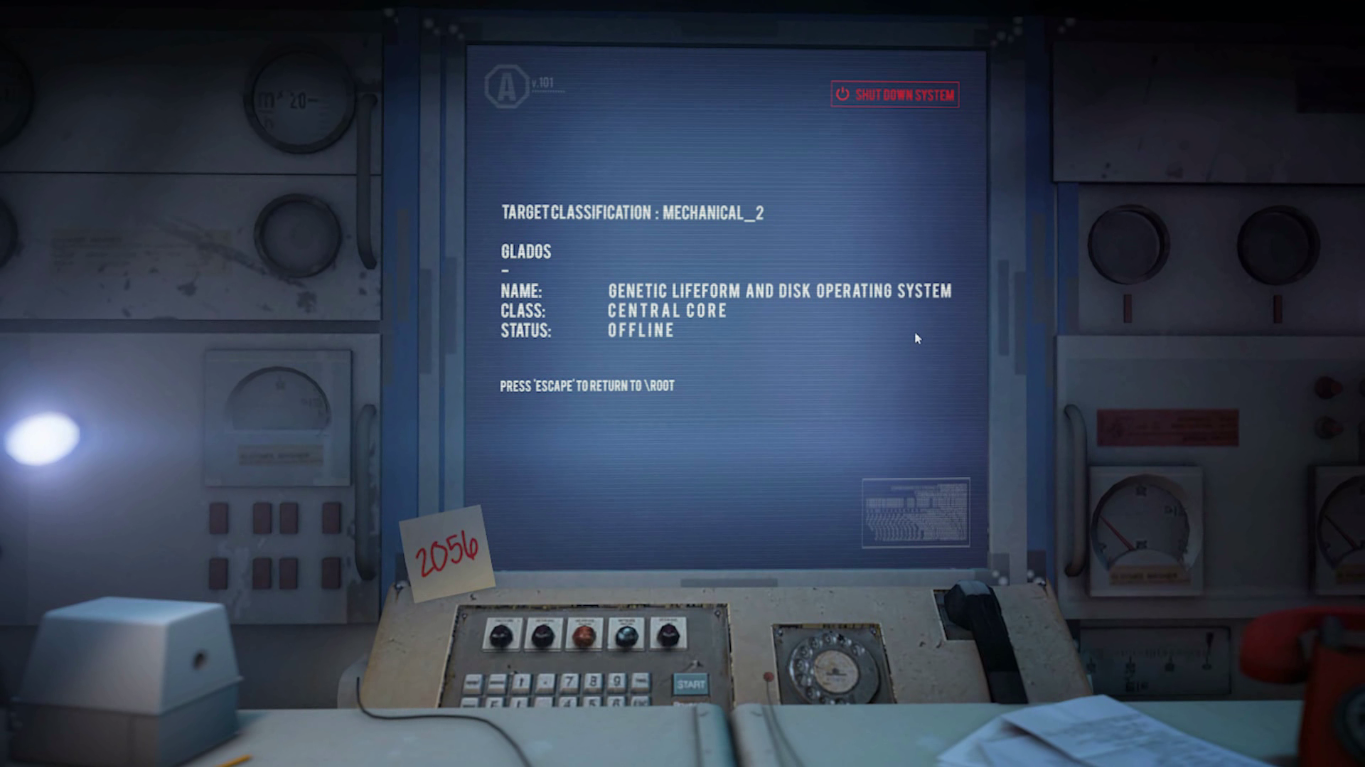
L'écran de contrôle d'AEGIS dans son noyau.

Après une bataille finale avec AEGIS qui mène à la destruction de ses serveurs, Mel arrive à accéder au cœur du système en y pénétrant par une trappe. Mel et Virgil apprennent en consultant les dernières données d'AEGIS qu'il essayait aussi de détruire GLaDOS, l'une des formes de vie mécanique détectée par AEGIS, qui a tué tous les scientifiques. Elle avait été désactivée par une autre participante aux tests avant elle dans Portal — nommée Chell — dont ils ne connaissent pas l'identité. Virgil regrette de ne pas avoir compris plus tôt l'objectif principal d'AEGIS et conclut que GLaDOS pourrait reprendre le contrôle d'Aperture.

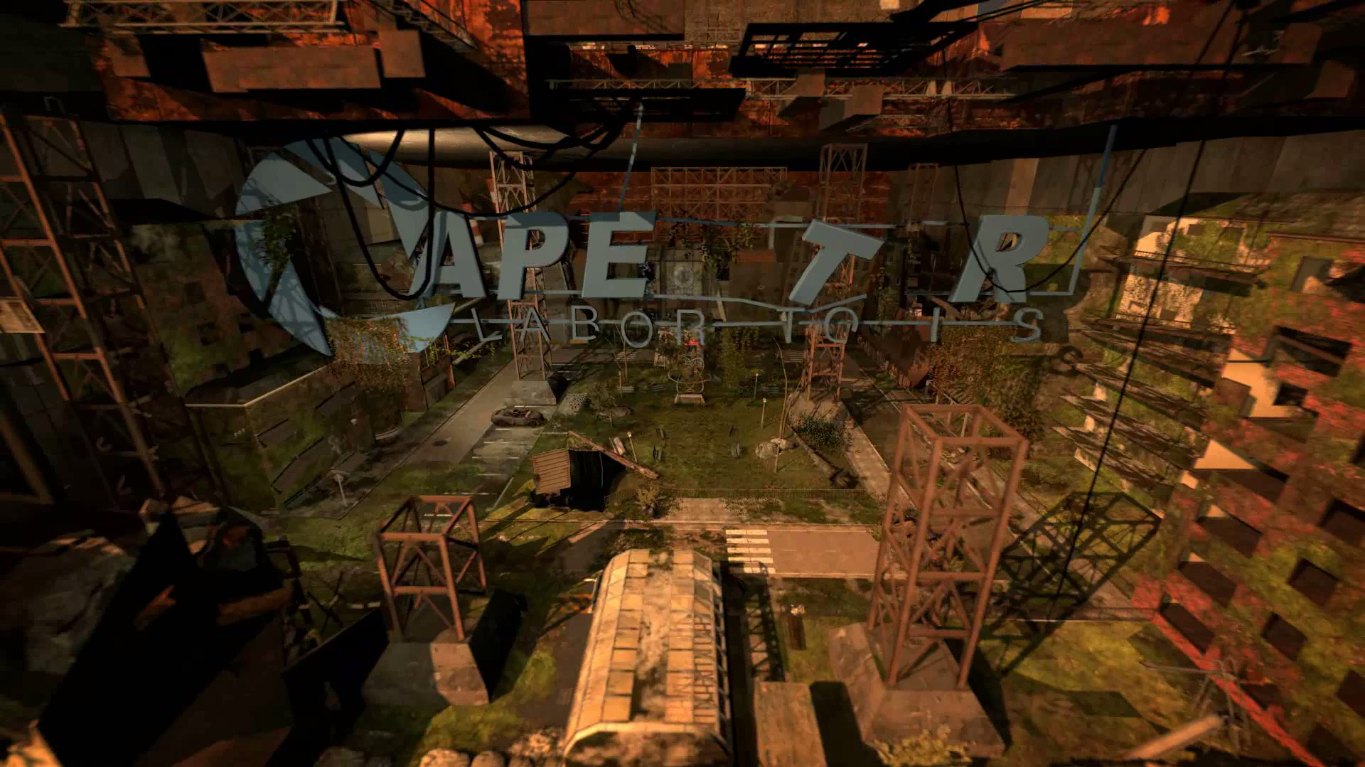
Mel trouve l'entrée Est d'Aperture en ruines, plusieurs décennies après l'avoir vue pour la première fois.

Après cette découverte, Mel tape le code « 2056 » sur le terminal d'AEGIS pour l'éteindre. Après ça, Virgil conduit Mel à un ascenseur qui s'actionne uniquement si elle détruit le générateur de portail qu'elle utilise. Une fois les adieux exprimés, elle arrive au premier étage et ouvre une porte qui mène au monde extérieur. Elle retrouve la même ville, à l'entrée Est, qu'elle a traversé il y a des décennies pour se rendre à Aperture. Malheureusement, celle-ci est dans un état de ruine, sans aucune trace de vie humaine aux alentours et dans le même environnement apocalyptique qu'Half-Life.

### Post-crédits

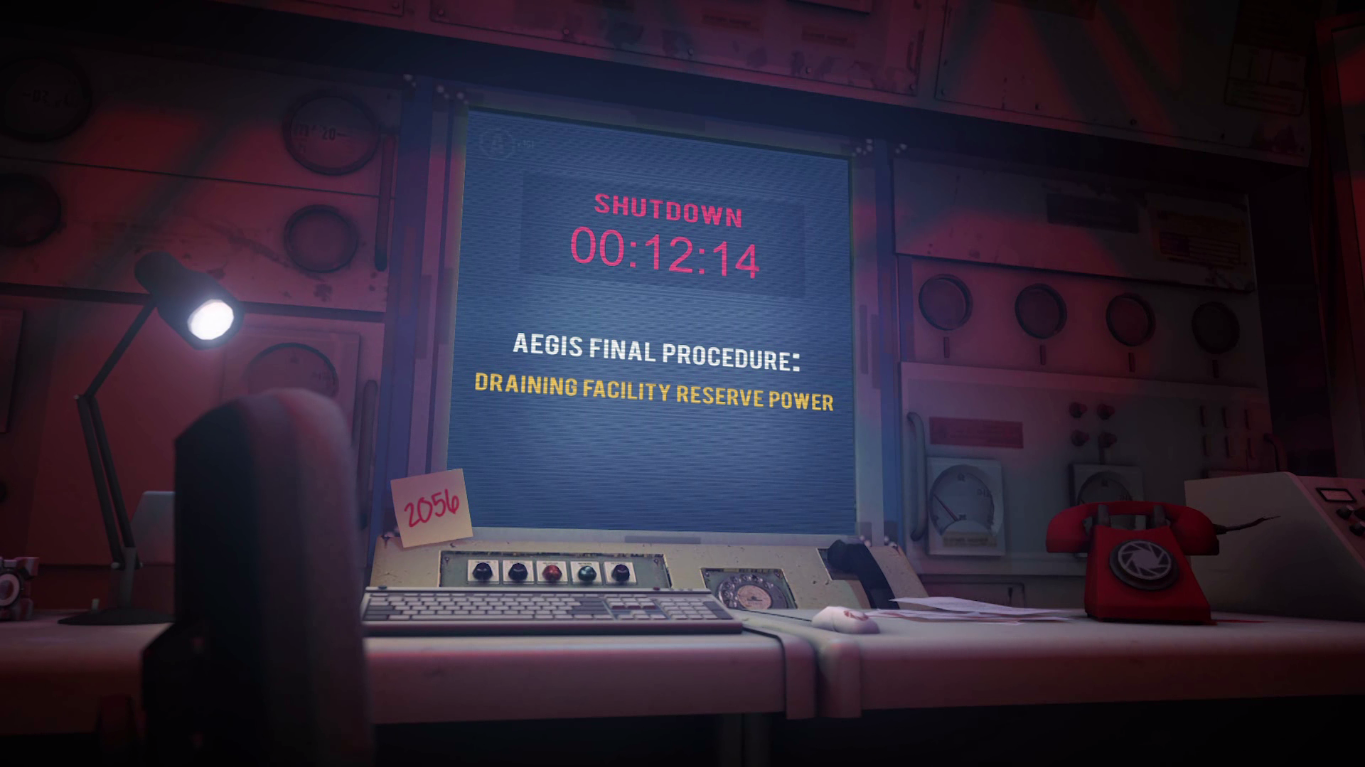
AEGIS enclenchant une procédure finale pour drainer la réserve d'énergie d'Aperture.

Dans une scène post-crédits, le joueur peut voir une cinématique dans laquelle AEGIS dispose d'encore assez de puissance pour déclencher une dernière mesure de sécurité avant de s'éteindre à la fin d'un compte à rebours : il draine la réserve d'électricité d'Aperture. Il réveille alors la première personne sur la liste des participants aux tests : Chell, protagoniste principal de Portal, mettant en place l'intrigue de Portal 2.
Le joueur peut entendre au même moment l'Annonceur, un système de secours qui maintient les fonctions primaires des bâtiments et les chambres de biostase, prononcer la phrase : « Bonjour. Votre cryostase a duré neuf neuf neuf neuf neuf... ». Il s'agit de la phrase prononcée au début de Portal 2 durant l'examen régulier des capacités motrices des participants placés temporairement en biostase.

### Personnages
Tous les personnages de la campagne solo de Portal 2 sont présents directement ou indirectement dans le jeu, à l'exception de Wheatley et du Robot Escorteur.

#### Mel
Mel est la protagoniste principale du jeu. Elle est une athlète des jeux olympiques d'été de 1936 à Nuremberg. La présence d'une personne avec un si grand prestige est expliquée par les débuts d'Aperture : la société s'offrait alors les services d'astronautes, de héros de guerre ou d'athlètes comme elle pour mener leurs expériences. Supposée dormir uniquement quelques minutes dans une des nouvelles Chambres de Relaxation, elle se réveille finalement des décennies plus tard après la destruction de GLaDOS par Chell dans Portal et tente de s'enfuir avec l'aide de Virgil. Comme Chell, elle ne prononce pas un mot durant tout le jeu. Le jeu dévoile peu d'informations sur sa vie personnelle, mais Virgil indique à un moment qu'elle « aurait dû obtenir cette médaille d'argent », laissant penser qu'elle en a été privée pour des raisons inconnues. Son personnage est modélisé par Jacob Briggs.

#### Virgil

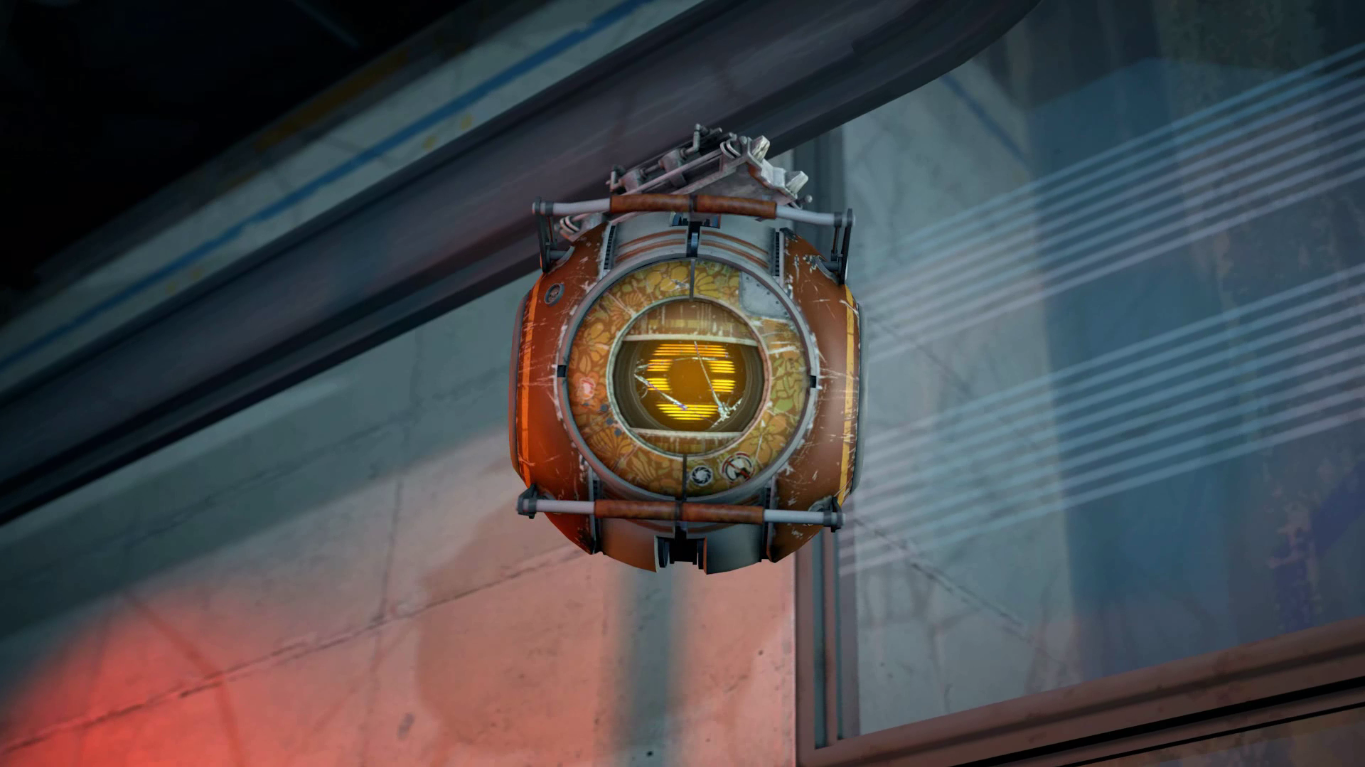
Virgil le robot de maintenance créé dans les années 1970, accroché à son rail de guidage.

Virgil est un robot de maintenance des anciennes fabriques d'Aperture. Il est de couleur jaune avec en guise d'œil le logo des années 1970 d'Aperture, période durant laquelle il a été conçu. Il imite Cave Johnson, le fondateur de la société, pour tromper Mel afin qu'elle le sauve. Il finit par lui dire la vérité et lui propose son aide si elle le raccroche à son rail de guidage, sans quoi il risque de s'éteindre. Stig Sydtangen lui prête sa voix.

#### AEGIS
Pour les articles homonymes, voir AEGIS.

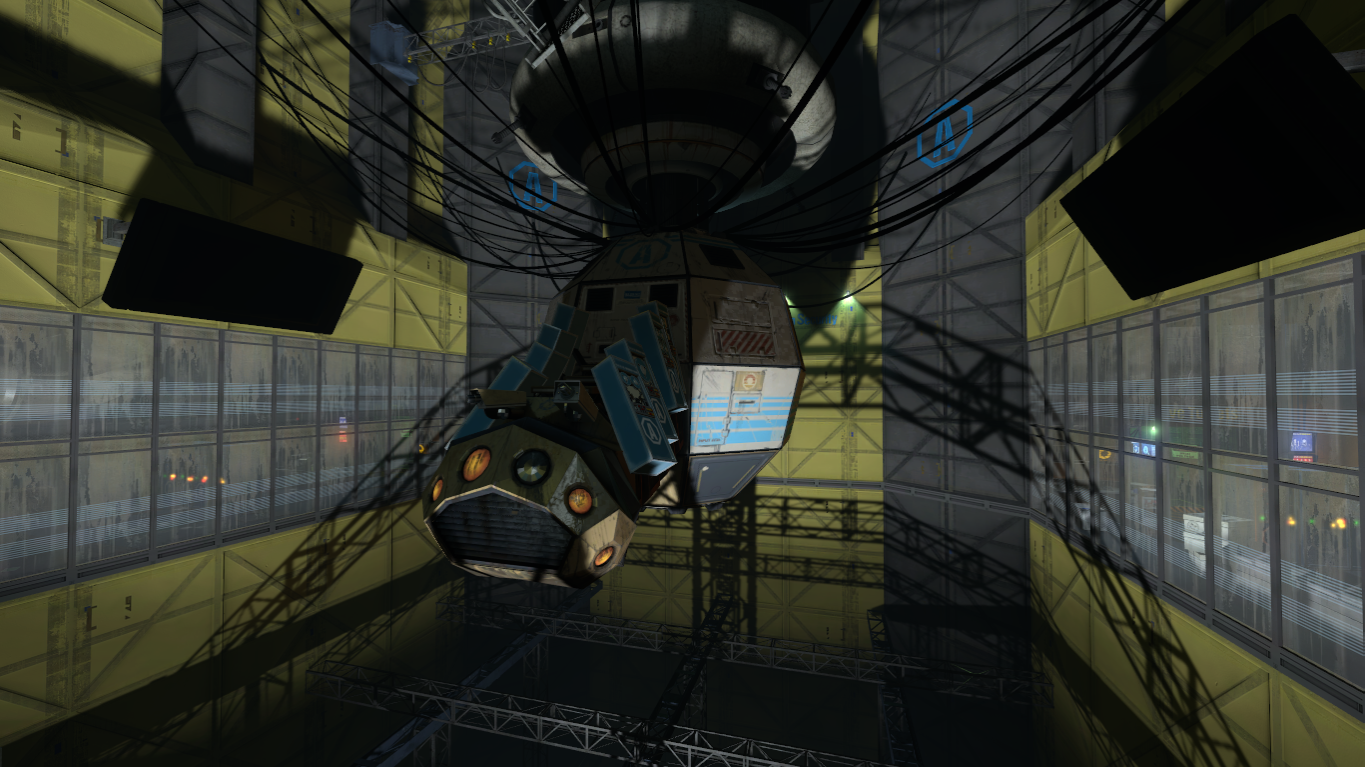
AEGIS pendu au plafond-mur (comme GLaDOS) dans sa propre chambre.

AEGIS (ou Aperture Employee Guardian and Intrusion Security)  est le principal antagoniste du jeu. Aussi puissant que GLaDOS, mais moins évolué et plus simple, il a été construit dans les années 1980-1990 et ne fait qu'exécuter des protocoles qui ont pour objectif de protéger les employés d'Aperture. Il tente d'éliminer Mel et Virgil en plus de GLaDOS, pensant qu'ils sont aussi des menaces à la sécurité des employés. Toute son intelligence est emmagasinée sur des bandes magnétiques. Pendant les aventures du premier Portal, il est facilement désactivé par GLaDOS pour le tenir à l'écart puisqu'il n'est pas aussi évolué et ne réagit qu'à des événements. Il n'a pas non plus accès à la neurotoxine mortelle qu'elle utilise. Il a été conçu pour ressembler à une araignée suspendue à l'envers et son design est inspiré de HAL 9000 dans 2001, l'Odyssée de l'espace et de MU-TH-UR 6000, Mother, dans Alien,. Modélisé par Jacob Briggs, Harry Callaghan est l'acteur qui lui prête sa voix.

## Développement

### Conception
Le projet initial commence en juin 2011. À l'origine, l'équipe souhaite faire une trilogie de mods et Portal Stories: Mel doit sortir à la fin de l'année 2011 ou début 2012. La deuxième et troisième partie sont prévues pour la fin 2012 ou le printemps 2013 et chaque partie de la trilogie devait être composée de quinze niveaux. Finalement, la conception du jeu prend plus de quatre ans, durée relativement longue qui est expliquée par la décision prise par l'équipe, le 21 mars 2013, de se concentrer davantage sur la qualité avec un unique mod, plutôt que de se précipiter sur une série de trois mods assez simples,. Ils choisissent Steam comme plateforme de distribution de contenu en ligne, via le plan Steam Greenlight, pour des questions de simplicité : l'installation du jeu est plus simple, la distribution des mises à jour est automatique, des succès peuvent être débloqués en jeu et des sauvegardes en ligne peuvent être faites.
Au début du développement, les membres de l'équipe sont inexpérimentés en conception et modification de niveaux de jeu,,.  Ce long développement permet finalement d'offrir de six à dix heures de jeu à travers vingt-deux étapes. L'intrigue est parfois modifiée en fonction des niveaux et quelquefois ce sont les niveaux qui sont modifiés en fonction de celle-ci,. Des différences temporelles apparaissent : certains niveaux sont aussi vieux que le projet, tandis que certaines chambres de test sont créées peu de temps avant la sortie du jeu. Le texte original de la trilogie imaginé au début de la conception se compose d'environ trois à quatre pages de dialogue. Après un long travail sur leur projet, c'est un script de soixante-quinze pages avec des commentaires pour les acteurs qui est utilisé.
Le déroulement de l'histoire du jeu n'évolue presque pas puisque les développeurs n'apportent pas de changements significatifs aux mécanismes du jeu. Pour une question d'affinité, l'équipe n'utilise jamais le gel blanc de Portal 2 qui permet de créer des portails sur des surfaces initialement non prévues pour en accueillir, mais ils gardent le gel rouge qui fait courir plus rapidement et le gel bleu qui permet de sauter plus haut,. Le reste des équipements qui aident le joueur à réussir les expériences est gardé.
Le 4 août 2013, la première bêta-test du jeu est annoncée. Elle permet de commencer à rééditer certains niveaux selon des critères plus élevés de qualité. Les testeurs doivent par préférence avoir fini le jeu Portal 2 et avoir passé du temps sur les contenus supplémentaires ajoutés par Valve et les cartes personnalisées faites par la communauté du jeu officiel.
Après des milliers d'heures de développement, le jeu qui devait sortir fin mars sort le 25 juin 2015, afin de permettre la correction des derniers problèmes trouvés,. Peu de temps après, les chefs de projet Annemieke Eerke et Stephen Ferguson publient en plusieurs vidéos sous la licence Creative Commons leurs commentaires de développement tout en jouant à leur jeu,.
L'équipe garde la version de sortie du jeu pour pouvoir plus facilement corriger des bugs ou annuler les modifications. Elle est aussi proposée aux speedrunners qui veulent utiliser la version originale, celle-ci autorise le joueur à sortir du tram que Mel emprunte au début afin d'avancer plus rapidement et battre leur record.

### Production
Durant la phase de développement, l'équipe rencontre plusieurs problèmes. Par exemple, elle n'a pas la possibilité d'inclure des personnages non joueurs au jeu à cause du moteur utilisé pour le faire fonctionner. Ils révèlent qu'il s'agit d'un de leurs plus grands regrets. Par ailleurs, le moteur oblige également les développeurs à faire des choix graphiques : certaines cinématiques perdent de leur qualité à la suite de leur compression, pour qu'elles puissent être générées sans problème par le moteur du jeu. Certaines cartes sont renommées pour des raisons techniques. Même si les communications ne sont pas nombreuses, Valve répond tout de même aux demandes d'aide de l'équipe pour corriger certains détails, tels que des textures projetées qui s'affichent mal après l'activation d'un déclencheur,.

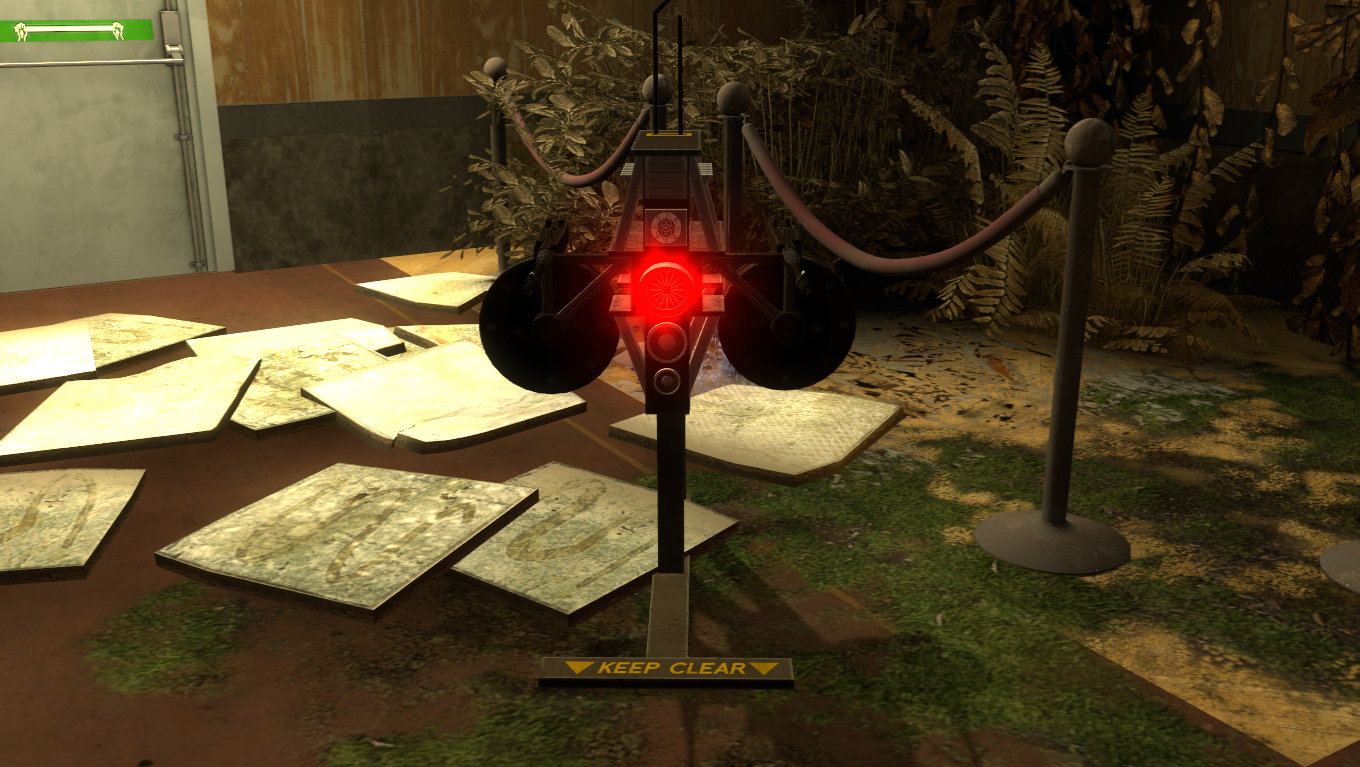
Les anciennes tourelles créées dans les années 1950.

Le moteur pose aussi des problèmes techniques pour la partie audio du jeu. En effet, les tourelles mitrailleuses automatiques redessinées pour être en phase avec les années 1950 d'Aperture devaient initialement posséder des voix différentes.Point positif, l'utilisation du cœur du code de Portal 2 permet de simplifier grandement le développement du jeu ainsi que le portage sur les trois différents systèmes supportés par celui-ci,.
L'équipe fait le choix de faire apparaître les cubes utilisés en jeu de façon infinie, contrairement aux deux jeux officiels qui demandent systématiquement d'enclencher un bouton. À la suite de cette modification, les développeurs estiment que la limite d'affichage est de 1 200 cubes dans une même chambre de test, après quoi l'ordinateur ne peut plus supporter la charge et le jeu s'arrête de fonctionner. Cela reste néanmoins une situation inimaginable : il faudrait que la situation soit provoquée volontairement par le joueur.

### Graphismes
Les graphismes du jeu sont inspirés des années 1950 puisque l'intrigue du jeu se déroule en premier lieu au début de la société lors de son âge d'or avant d'explorer sa chute,. Certains endroits du jeu sont grandement inspirés du jeu Alien: Isolation, c'est le cas de la station d'accueil. La ville futuriste d'Aperture utilise des modèles de Left 4 Dead 2 en supprimant les éléments indésirables qui ne colle pas avec l'atmosphère, car il s'agit pour l'équipe d'un endroit important. Le bâtiment extérieur visible à la fin du jeu est quant à lui inspiré des grands murs du film Le Labyrinthe.
Afin de marquer les décennies, qui se sont écoulées durant le sommeil de Mel, les graphistes de l'équipe décident de retravailler les environnements qu'ils ont créés dans une première phase avec les ressources de Portal 2, chaque endroit du jeu est vieilli manuellement. Ils estiment que 25 % du jeu s'appuie sur le thème « Overgrown », c'est-à-dire qu'ils ont rajouté des plantes qui envahissent les anciens établissements d'Aperture. C'est un thème déjà utilisé par Valve dans Portal 2, il s'agit plus généralement d'endroits caractérisés par « des zones rouillées, décomposées, moisies et remplies de débris, de verre brisé, de végétation et de câbles. L'éclairage est plus intense que dans les autres zones du jeu et se compose de lointains puits de lumière à travers les plantes et les fils qui projettent de grandes ombres ».
Une nouvelle image de Caroline est présente dans le jeu, l’assistante de Cave Johnson, peinte par Jacob Briggs. Il s'agit d'une peinture fondée sur de nouvelles photographies du modèle du personnage de Caroline, Laura Dubuk, fournies par Valve,,,.

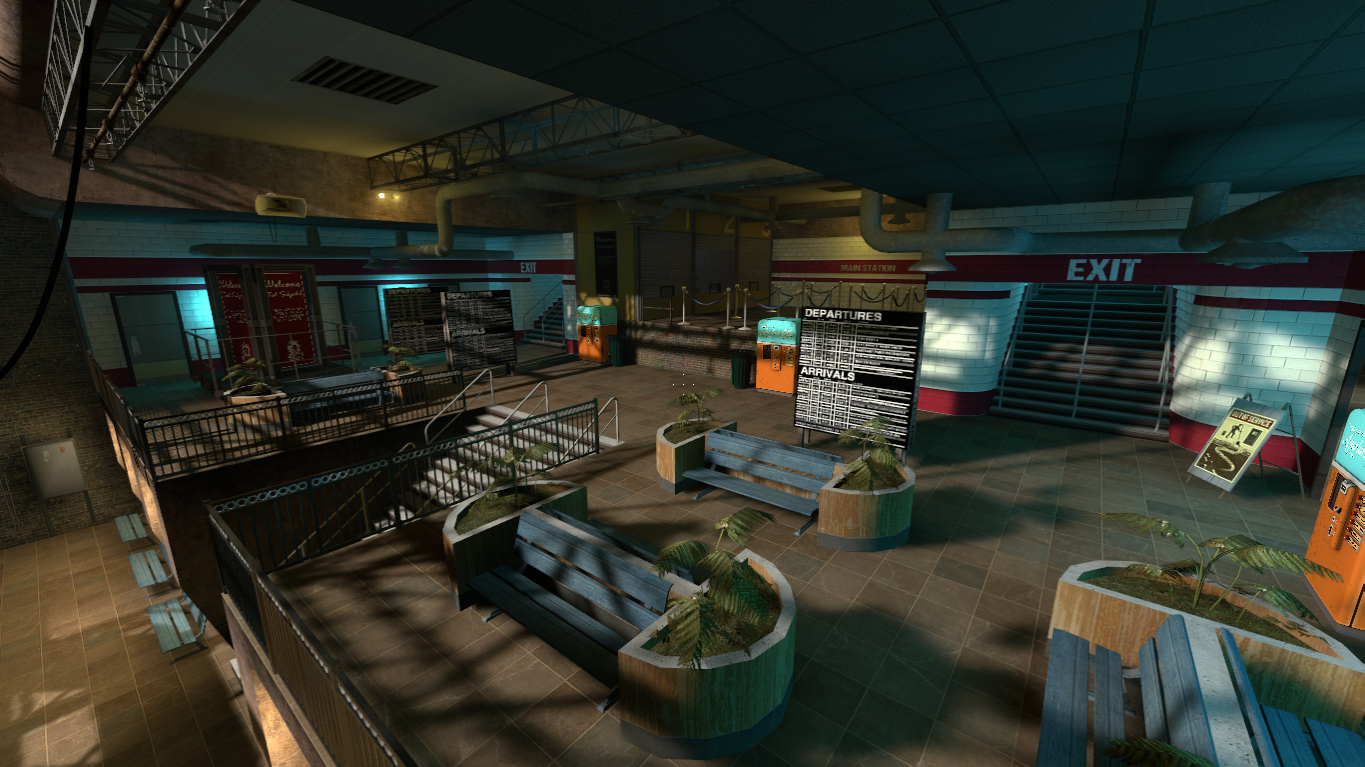
La station d'accueil où accède Mel en sortant du tram.
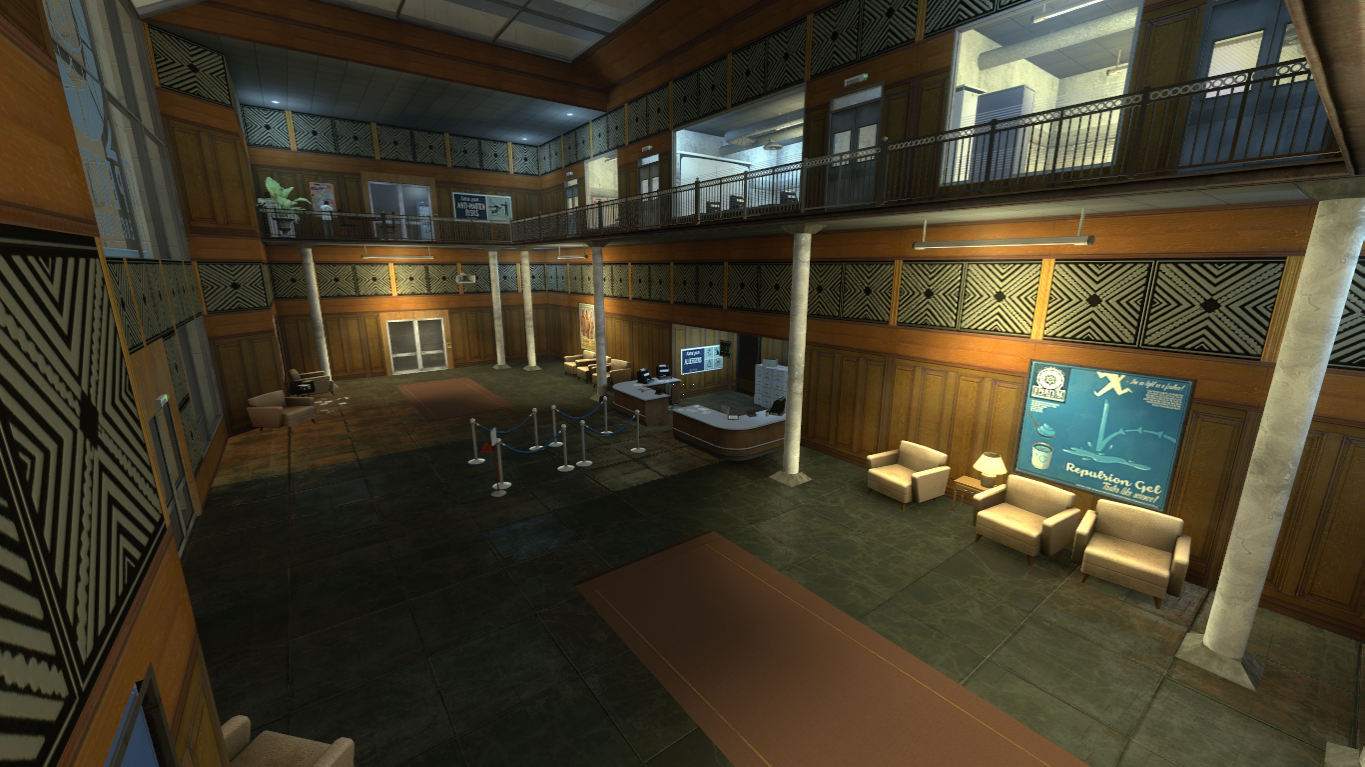
Les locaux que découvre Mel en 1956.
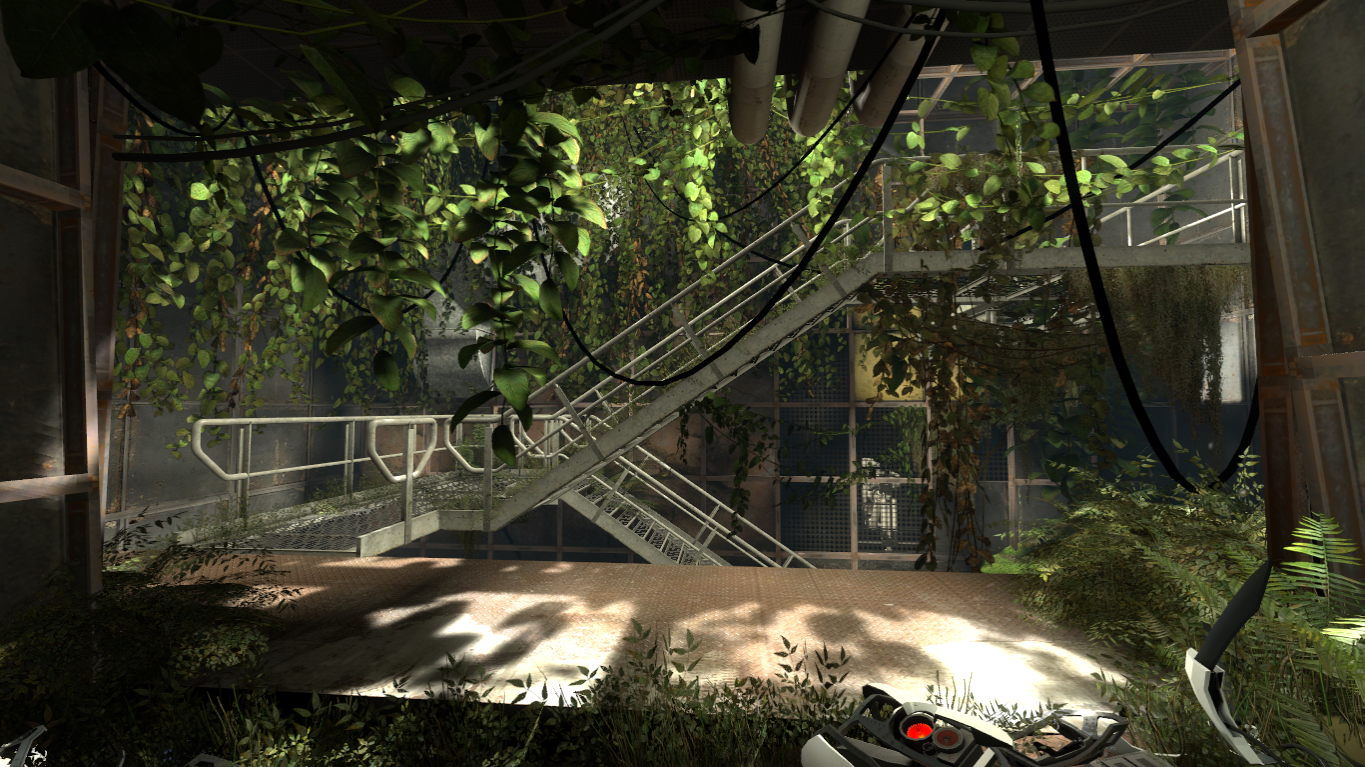
Des plantes envahissent les locaux d'Aperture.
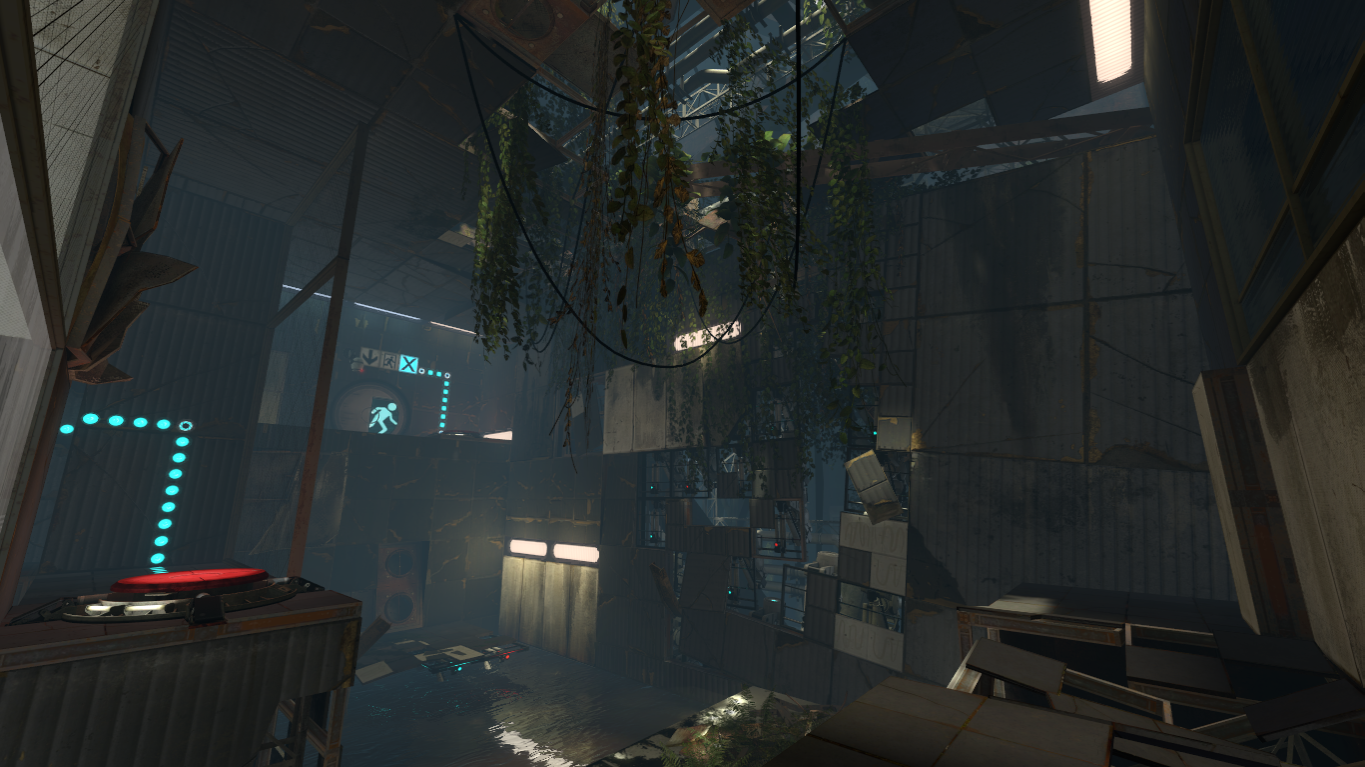
Les plantes envahissent aussi les chambres de test.
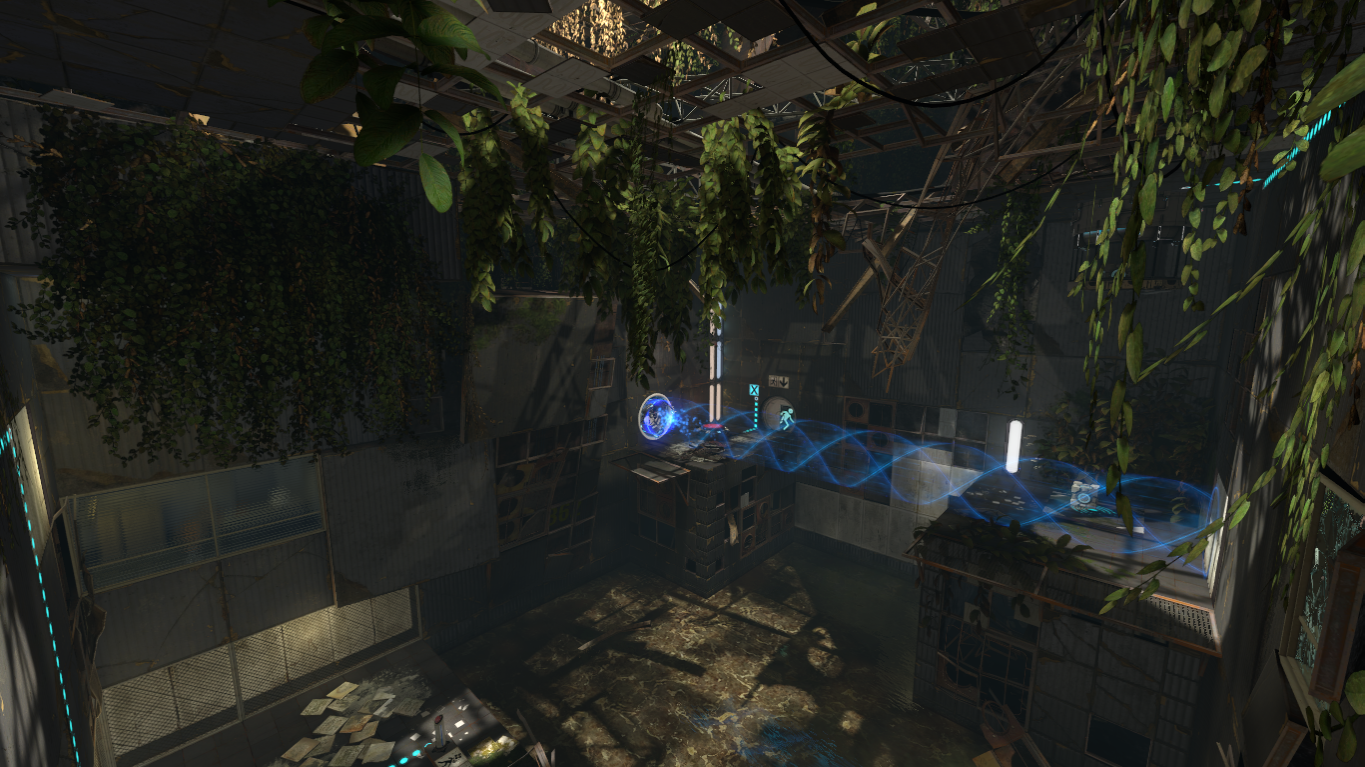
Certaines chambres de test sont dans un moins bon état que les autres.

### Easter eggs

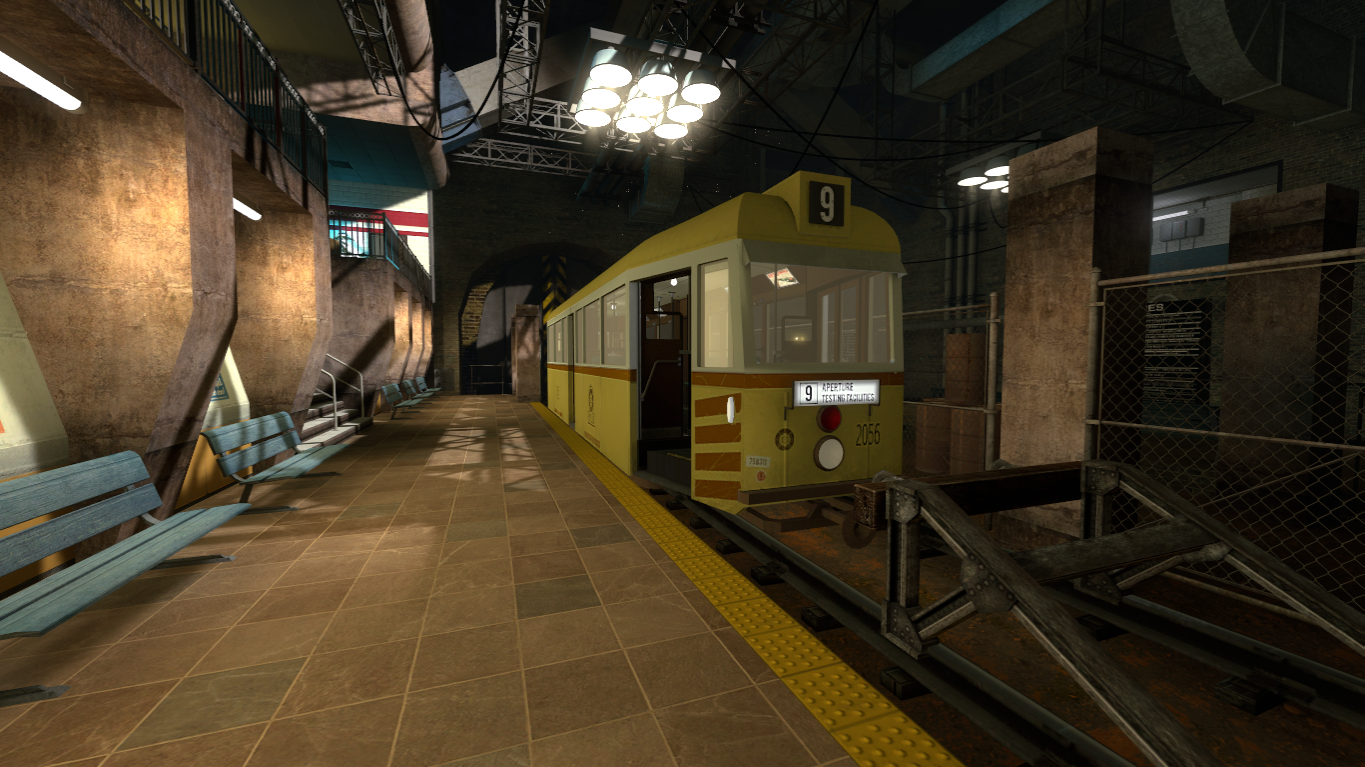
Un tram ressemblant fortement à ceux utilisés dans Half-Life.

Mel utilise un tram au début de son aventure pour arriver à l'entrée principale d'Aperture. Celui-ci se révèle être un clin d’œil à la société concurrente d'Aperture appelée Black Mesa, qui utilise le même moyen de locomotion dans Half-Life,. Au fil des niveaux, différents éléments faisant référence à la culture populaire ou à la culture geek peuvent être observés, comme un TARDIS en hommage à Doctor Who. Les portes condamnées, nombreuses dans Portal 2, le sont aussi dans le mod. Chaque porte dispose de son interphone avec une anecdote unique de Cave Johnson. On peut aussi observer une bouée portant le nom « Borealis », le bateau d'Aperture disparu dans Portal 2.
Certaines parties du jeu font aussi référence à l'équipe. C'est le cas pour l'hommage rendu à un membre de l'équipe nommé Chris qui a mal orthographié un mot sur une texture, écrivant « statoion » à la place de « station » (« gare » en français), même après plusieurs relectures. Depuis, il s'agit d'une blague de l'équipe qui en fait une référence dans le jeu. Cave Johnson indique dans une partie de son dialogue dans le premier chapitre : « Très bien, vous arrivez maintenant à la grare « Aperture Central »... hum, attendez. Chris, venez ici. Comment écrivez-vous le mot « gare » ? Pensez-y une seconde. Comment gare peut avoir un 'R' en plus avant le 'A' ? Très bien, écoutez-moi. Emballez vos affaires, car vous êtes viré ! Sortez de mon bureau ! ».
Le nombre « 2056 » fait référence à un membre de l'équipe de développement. Il est visible un peu partout dans le jeu de façon régulière. Ce nombre est une partie du pseudonyme « Lonewolf2056 », dit Stephen Ferguson, co-chef de projet et développeur du jeu. Il s'agit du code qui désactive définitivement AEGIS. Enfin, un des écrans dans le jeu affiche très rapidement à un intervalle très court une capture d'écran du logiciel Hammer avec lequel les chambres de test ont été créées. Plus généralement, d'autres détails leur rendent hommage, telles que les photos d'eux visibles sur les bureaux des locaux d'Aperture.

## Audio
Au moment du développement, l'équipe doit choisir entre les voix parfois graves de Harry Callaghan ou celle d'un autre acteur. Après avoir testé les deux en jeu, elle choisit rapidement celles d'Harry Callaghan qui sont plus claires à l'écoute. Néanmoins, certaines phrases sont prononcées dans des tonalités si graves qu'elles peuvent interférer avec les sons graves des autres éléments du jeu.

### Portal Stories: Mel Soundtrack
Le jeu possède plus de 350 lignes vocales ainsi que plus d'une heure de musique personnalisée sous licence Creative Commons Attribution 2.0,. La bande-son du jeu représente dans son ensemble près de neuf mois de travail de la part du compositeur Harry Callaghan, pour une durée totale de une heure et vingt-huit minutes,.

### Time and Time Again
Ian Wiese a produit une unique musique de quatre minutes et vingt-deux secondes jouée au début et à la fin du jeu et intitulée Time and Time Again. La chanteuse est Hannah Martin qui est accompagnée de Christopher Walsh à la trompette, Alec Miller au saxophone, Patrick Young au piano, Parker Callister à la guitare, Daniel Ostrow à la contrebasse et Derek Wohl à la batterie.

## Accueil

### Critiques
Le jeu a des retours très positifs, mais une partie des joueurs considère que les niveaux sont trop complexes en comparaison à Portal 2,,. Cette difficulté est voulue, l'équipe de développement affirme que l'unique tutoriel valable pour jouer à ce jeu est de finir Portal 2 avant. Néanmoins, pour répondre à certaines critiques des joueurs, l'équipe annonce une mise à jour, le 19 août 2015, qui ajoute au jeu le « mode histoire » en option, mode de jeu qui finira par être utilisé par défaut. Celui-ci permet de se concentrer sur l'intrigue du jeu avec des chambres de test simplifiées. Les anciennes cartes quant à elles basculent dans le « mode avancé », créé pour l'occasion.
L'approche de Portal Stories: Mel peut laisser croire qu'elle s'oppose à celle de Portal 2. Ce dernier a la particularité d'inculquer plus amplement aux joueurs les nouveaux principes qu'ils rencontrent avant de les placer dans des espaces plus complexes les mettant en œuvre. Il donne un sentiment d'intelligence en permettant aux joueurs de répéter des motifs déjà connus comme s'ils connaissaient par cœur les mécanismes du jeu. Ce n'est pas le cas de Portal Stories: Mel qui ne fournit que très peu de tutoriels, ce qui peut poser problème avec les joueurs qui ont des difficultés avec certains aspects du jeu. La difficulté est même considérée parfois comme trop élevée au point d'être fatigante, car les niveaux ne sont plus isolés comme dans Portal 2. Cet enchaînement de casse-tête peut faire douter le joueur de sa façon de jouer et de la manière dont il résout les niveaux. Alors que Portal 2 dirige le joueur dans ses niveaux, dans ce jeu le joueur trouve plus difficilement où aller parce qu'il laisse davantage la possibilité au joueur de se surpasser. Cette difficulté est néanmoins appréciée par les joueurs parce qu'elle permet une nouvelle approche du système de jeu.
De plus, les critiques confirment que la qualité de la conception de la part de ces fans donne un côté professionnel au jeu et propose un vrai spectacle narratif aux joueurs,. Elles saluent la qualité des performances des acteurs qui permettent une bonne immersion dans le scénario, même si certaines interventions sont jugées excessives.

### Récompenses
Le 13 novembre 2015, l'équipe annonce que le jeu est nommé aux Game Awards de 2015 pour le titre de « Meilleur création par des fans ». Il obtient la récompense le 3 décembre 2015 lors de la cérémonie,.
Durant la même période, Portal Stories: Mel est nommé pour le titre du « Mod de l'année » par des joueurs lors de la quatorzième édition des Awards du site Mod DB ; il remporte finalement la récompense du « Meilleur jeu solo »,.